# Franz Theodor Csokor

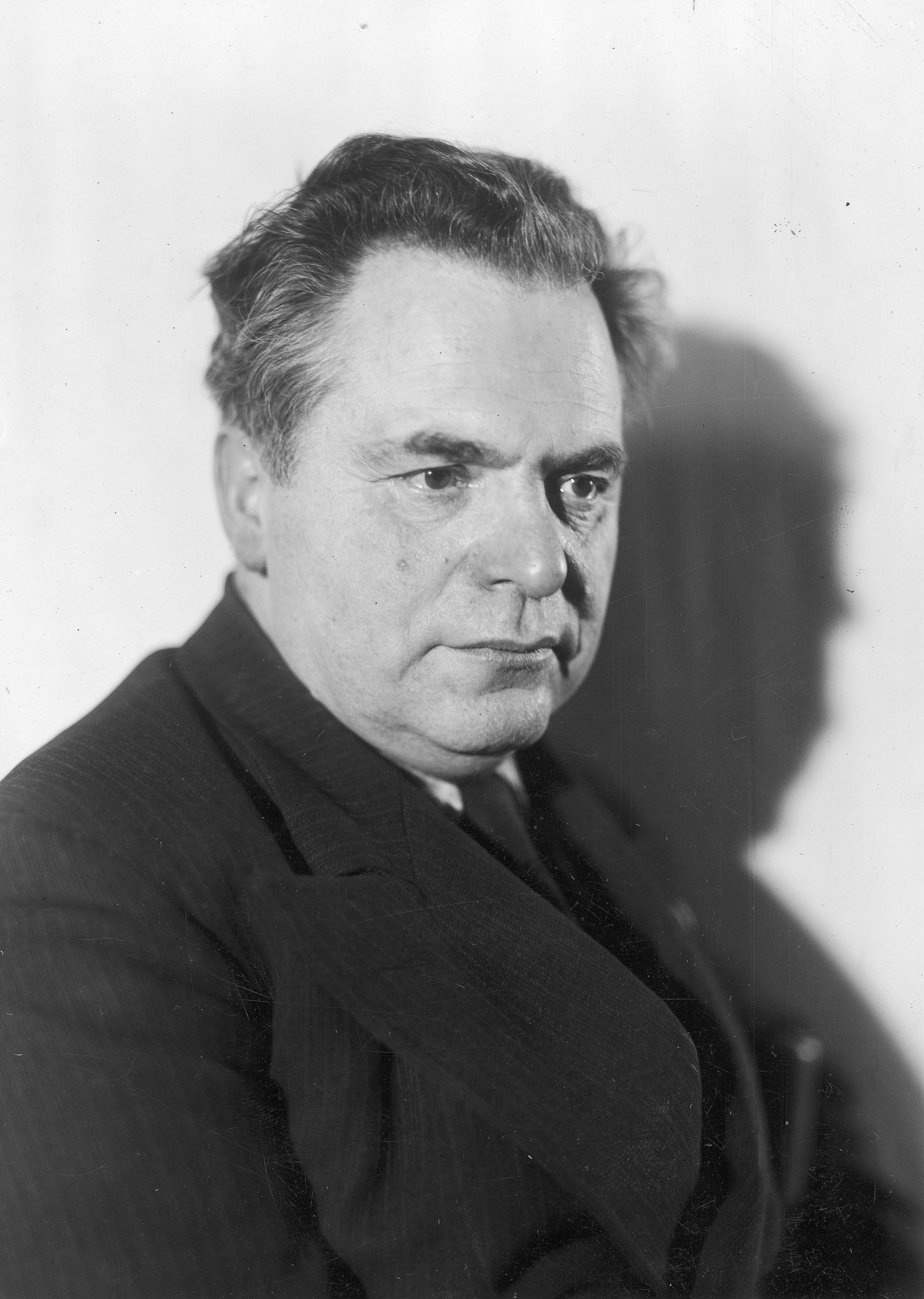
Franz Theodor Csokor (1938)

Franz Theodor Csokor (Vienna, 6 settembre 1885 – Vienna, 5 gennaio 1969) è stato un commediografo e scrittore austriaco.

## Biografia

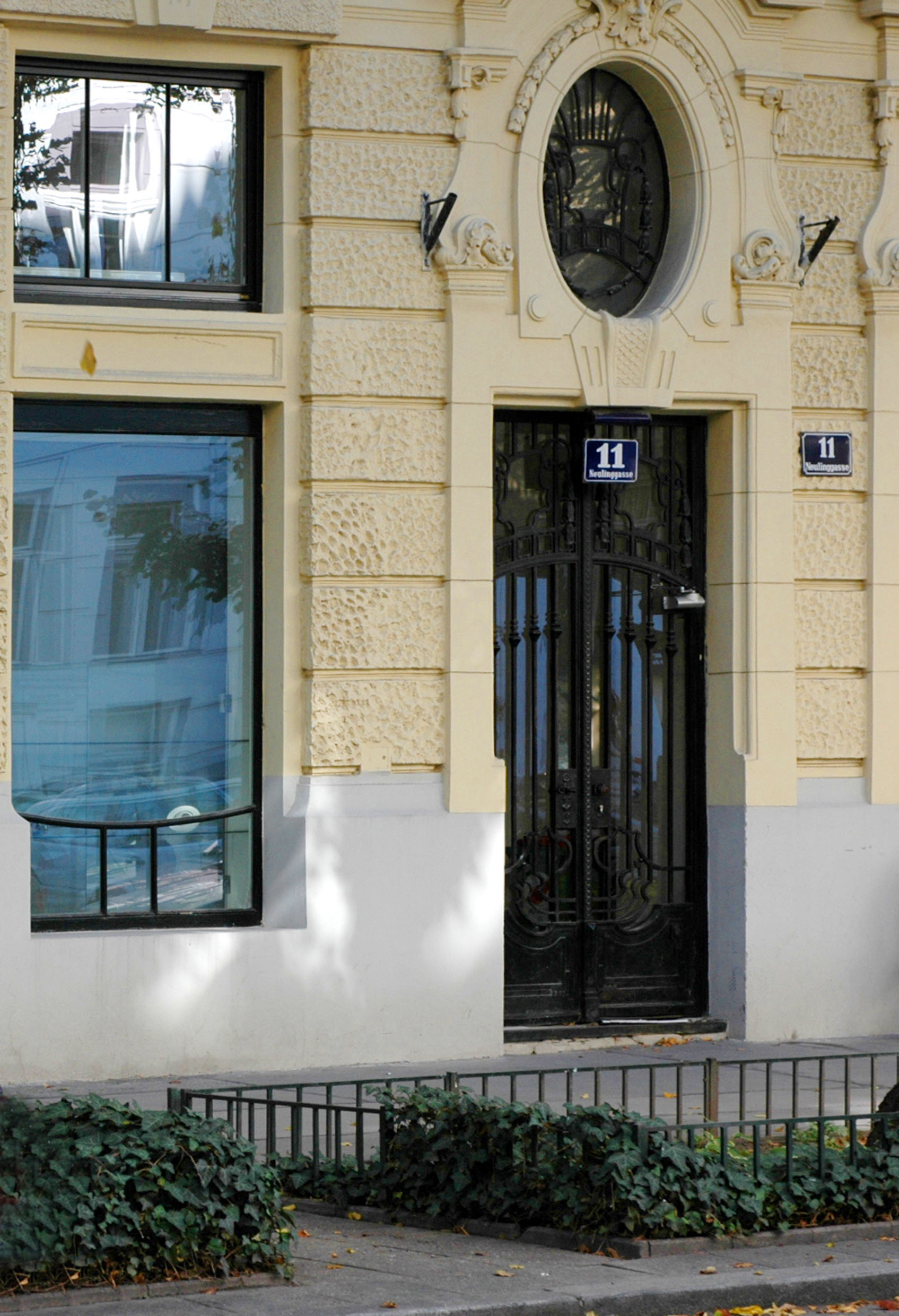
Abitazione viennese, Neulinggasse 11, di Franz Theodor Csokor

Proveniente da una famiglia di origine ungherese, la sua fama è legata soprattutto all'attività teatrale, anche se fu attivo nella lirica, nella prosa e nel romanzo.
Visse in gioventù, dal 1890 al 1908, nella piccola città di Mödling pochi chilometri a sud di Vienna e nel 1905 terminò gli studi liceali, per intraprendere successivamente un corso universitario di storia dell'arte. Fu amico di Broch, Musil e Werfel.
Nel 1913-1914 soggiornò a San Pietroburgo, lavorando come sovraintendente teatrale; fu successivamente arruolato come soldato nella prima guerra mondiale e infine impiegato nell'archivio di guerra a Vienna.
La drammaturgia di Csokor in un primo tempo manifestò aderenze con l'Espressionismo, mentre dal 1929 in poi, con l'opera Gesellschaft der Menschenrechte, rientrò in elementi e principi più tradizionali. La sua drammaturgia è simile, per la problematica, a quella di Brecht, Bruckner e Zuckmayer.
Il suo lavoro più riuscito fu Gesellschaft der Menschenrechte ("La società dei diritti dell'uomo") del 1929, che narra la vita di Georg Büchner, ma di buon interesse risultò anche 3. November 1918 del 1936, che rievoca la fine dell'Impero austriaco.
Durante la dittatura nazista manifestò forti critiche al regime e fu costretto alla fuga nell'Europa orientale: nel 1938 emigrò in Polonia, e dopo il bombardamento di Varsavia da parte dell'Aviazione tedesca nel 1939, fuggì da lì e si spostò dapprima a Bucarest e poi in Jugoslavia, dove sopravvisse al bombardamento di Belgrado nel 1941. Da lì fuggì, per non cadere nelle mani dei tedeschi, sull'isola di Korčula dalmata, inizialmente dominata dalla Croazia fascista, poi annessa all'Italia fascista come Curzola. Dopo la caduta di Mussolini nel 1943, fu portato con altri profughi più anziani a Bari nella parte dell'Italia già liberata. Visse dopo la conquista di Roma dagli Alleati del 1944, lì e lavorò per la BBC. Nel 1945, ha celebrato la fine della guerra a Roma.
Nel 1947 Csokor divenne presidente del club austriaco PEN, per il quale rimase attivo fino alla vecchiaia.
Con il trascorrere degli anni, le tematiche portanti delle opere di Csokor mutarono da temi sociali e politici a argomenti di natura religiosa, ad esempio in Gottes General ("Il generale di Dio") del 1939 e Pilatus ("Pilato") del 1954.

## Opere

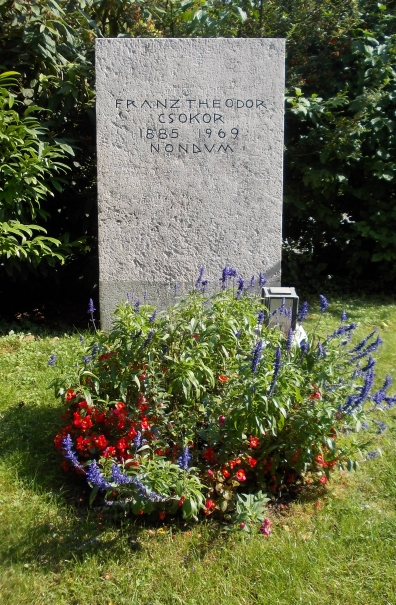
Tomba di Franz Theodor Csokor

### Teatro
- Die rote Straße, 1918
- Die Stunde des Absterbens, 1919
- Gesellschaft der Menschenrechte, 1929
- Besetztes Gebiet, 1930
- 3. November 1918, 1936
- Gottes General, 1939
- Kalypso, 1942
- Der verlorene Sohn, 1943
- Cäsars Witwe, 1954
- Pilatus, 1954
- Hebt den Stein ab, 1957
- Jadwiga, 1966
- Der tausendjährige Traum, 1966
- Alexander, 1969
- Der Kaiser zwischen den Zeiten, 1969

### Prosa
- Hildebrands Heimkehr, eine deutsche Sage, 1905
- Schuß ins Geschäft (Der Fall Otto Eißler), 1925
- Über die Schwelle, Erzählungen, 1937
- Der Schlüssel zum Abgrund, Roman, 1955
- Der zweite Hahnenschrei, Erzählungen, 1959
- Ein paar Schaufeln Erde, Erzählungen, 1965

### Poesia
- Die Gewalten, 1912
- Der Dolch und die Wunde, 1917
- Ewiger Aufbruch, 1926
- Das schwarze Schiff, 1945
- Immer ist Anfang, 1952

### Autobiografia
- Als Zivilist im polnischen Krieg, Amsterdam: Albert de Lange, 1940.
- Auf fremden Straßen, Desch, Vienna 1955
- Zeuge einer Zeit: Briefe aus dem Exil 1933 - 1950, Langen/Müller, Monaco 1955